# Austrotinodes canoabo
Austrotinodes canoabo is een schietmot uit de familie Ecnomidae. De soort komt voor in het Neotropisch gebied.